# Chilicola quitensis
Chilicola quitensis là một loài Hymenoptera trong họ Colletidae. Loài này được Benoist mô tả khoa học năm 1942.